# Uranophora castra
Uranophora castra là một loài bướm đêm thuộc phân họ Arctiinae, họ Erebidae.